# Leszek Arent
Leszek Arent (Varsavia, 2 febbraio 1937 – 1º agosto 2016) è stato un cestista polacco.

## Carriera
Con la Polonia ha disputato due edizioni dei Campionati europei (1961, 1963).

## Palmarès
- Campionato polacco: 4

Legia Varsavia: 1959-60, 1960-61, 1962-63, 1965-66